# 송준혁
송준혁(1991년 7월 23일~ )은 대한민국의 전직 스타크래프트 II 프로게이머이다. Inca라는 아이디를 사용하며, 종족은 프로토스이다.
평소 전략적인 플레이 , 올인성 플레이를 주로하며 암흑기사를 즐겨쓰고, 잘 사용하는 선수 중 한명이다. 초창기 창조적인 발상과 전략으로 강민의 계보를 잇는 사파토스의 수장으로 주목을 받았으나 2011년 GSL May 결승전 임재덕과의 결승에서 계속해서 암흑기사만을 고집하는 모습을 보여줘서 앰고초려라는 신조어를 팬들로 하여금 만들게 한 장본인이기도 하다. 그 이후로 송준혁이 암흑기사만 쓰면 커뮤니티에서는 다들 흥분해서 글부터 쓰는 모습을 볼 수 있다.
2012년 12월 27일 아주부 입단이 확정되었다.
2013년 8월 2일 은퇴를 공식 발표했다.

## 주요 대회 성적
스타크래프트 II : 프리미어 개인리그 준우승 1회
- pgr21토너먼트 8강
- xp 토너먼트 5회 준우승
- xp 토너먼트 6회 4강
- xp 토너먼트 초청전 우승
- 1회 펀펀 스타크래프트 II 리그 우승
- 브레인박스 스타크래프트 II 리그 8강
- 곰티비star2gether Invitational 초청전 4강
- 곰티비 스타2 베타 커뮤니티 대회 우승(pgr21팀)
- 곰티비 스타2게더 클랜초청전 1회 oGs 우승
- GomTv 스타2게더 클랜초청전 2회 oGs 우승
- TG삼보-인텔 스타크래프트 II OPEN Season 1 8강
- 소니 에릭슨 스타크래프트 II OPEN Season 2 16강
- 2011년 소니 에릭슨 GSL Jan. Code S 32강
- 2011년 2세대 인텔 코어 GSL Mar. Code S 32강
- 2011년 LG 시네마 3D GSL May. Code S 준우승 (0:4 임재덕)
- 2011년 LG 시네마 3D, 인텔코리아 슈퍼 토너먼트 64강
- 2011년 PEPSI 글로벌 스타크래프트 II 리그 July Code S 32강
- 2011년 PEPSI 글로벌 스타크래프트 II 리그 Aug. Code A 32강
- 2011년 소니 에릭슨 글로벌 스타크래프트 II 리그 Nov. Code A 32강
- 2012년 핫식스 2012 글로벌 스타크래프트 II 리그 시즌 1 Code S 32강
- 2012년 핫식스 2012 글로벌 스타크래프트 II 리그 시즌 2 Code S 32강